# Pljučne kapacitete
Pljučne kapacitete so seštevki določenih pljučnih volumnov, ki imajo fiziološki pomen. Pljučne volumne pomerimo s spirometrom in ustrezne vrednosti seštejemo, da izračunamo pljučne kapacitete.
Poznamo naslednje pljučne kapacitete:
- totalna pljučna kapaciteta – je vsota vseh pljučnih volumnov, vključno z rezidualno prostornino; gre torej za volumen zraka v pljučih po maksimalnem vdihu,
- vitalna kapaciteta – je seštevek inspriracijskega rezervnega, dihalnega in ekspiracijskega rezervnega volumna; torej volumen izdihanega zraka po skrajnem vdihu,
- funkcionalna rezidualna kapaciteta – je seštevek rezidualnega in ekspiracijskega rezervnega volumne; torej prostornina zraka, ki ostane v pljučih po spontanem izdihu,
- inspiracijska kapaciteta – je vsota dihalnega in inspiracijskega rezervnega volumna; torej največja prostornina zraka, ki jo lahko vdihnemo po mirnem izdihu.
- forsirana vitalna kapaciteta – je prostornina zraka, ki jo preiskovanec karseda hitro izdihne po maksimalnem vdihu.